# Slumerican
 (octobre 2016).
Si vous disposez d'ouvrages ou d'articles de référence ou si vous connaissez des sites web de qualité traitant du thème abordé ici, merci de compléter l'article en donnant les références utiles à sa vérifiabilité et en les liant à la section « Notes et références ».
Slumerican est un label discographique indépendant américain de hip-hop. Fondé en 2012 par le rappeur Yelawolf, c'est aussi le nom du mouvement sous-culturel que le rappeur a créé.

## Histoire
Yelawolf explique que l'éducation qu'il a reçu par sa mère, qui l'a élevé seule en enchaînant les petits boulots, et sa jeunesse difficile (il a très tôt commencé à consommer des drogues et boire de l'alcool), lui ont inspiré la création du terme Slumerican.
Wolf est connu pour faire de la musique qualifiée de country-rap. Il en dit: « Le country-rap est fait pauvrement car trop peu de gens faisant de la country comprennent le hip-hop pour le faire bien. Il y a trop peu de gens dans le milieu du hip-hop qui en connaissent suffisamment sur la country pour le faire bien. ».
Lors d'une interview vidéo donnée au site Austin360 en octobre 2014, il explique : « Slumerican est juste un mot que j'ai mis sur une culture qui a toujours existé. Slumerican c'est le gamin qui écoute Hank Williams et ASAP, Metallica et N.W.A. Le fan humble. Les gens des tattoos shops arborant le Dixie Flag qui écoutent OutKast. C'est cette dichotomie, ironie de l'Amérique. Ce qu'on ne voit pas. Les fans ont contribué au changement ces cinq/dix dernières années. Le hip-hop en général devient ce que tu décides d'en faire. Till It's Gone est un bon exemple comme représentation culturelle de ce que je fait du hip-hop. En 2010 je portais des Jordans, maintenant des bottes de cow-boy. Mon style évolue continuellement et grandit, mais respecte toujours l'intégrité du hip-hop et du rock'n'roll et de la musique country. C'est ce que Slumerican est pour moi, être capable de sauter sur ma Harley et rider avec mes gars comme mon vieux faisait et dans le même temps, être capable d'aller à un concert de Three 6 Mafia ».
Au début de sa carrière musicale, le rappeur originaire de Gadsden (Alabama) s'est fait connaître au public par des projets tels que Creek Water, Ball of Flames, Stereo. Sur les deux premiers évoqués, le style dominant était le hip-hop sudiste américain porté par des productions de son ami de longue date Will.i.am. Sur Stereo, Yelawolf a commencé à dévoiler et clamer son amour de la musique country et rock en posant ses couplets sur des samples de standards du genre tels que Brick in the Wall  des Pink Floyd, One of These Nights du groupe de rock californien Eagles, Don't Stand So Close to Me de The Police, ou encore Thank You du groupe Led Zeppelin. Cet EP matérialise déjà l'identité musicale du rappeur, et la suite que va prendre sa carrière.
Par la suite, Yelawolf sortira en 2010 sa mixtape Trunk Muzik qui le lancera définitivement sur la scène hip-hop américaine et internationale, en collaboration avec WillPower de SupaHotBeats. Les principaux singles de cet EP sont Pop The Trunk ou Daddy's Lambo. 

## Style musical
Signé sur le label Shady Records, lui-même rattaché au major Interscope Records, Yelawolf décide en 2012 de fonder son propre label indépendant qui prendra donc le nom de Slumerican. Sur ce label seront signés progressivement plusieurs artistes tels que Struggle Jennings, ami de longue date de Yelawolf, DJ Paul, Bubba Sparxxx...
Struggle, de son vrai nom William Harness est le petit-fils du chanteur de country américain Waylon Jennings, lui-même ayant contribué à faire connaître le mouvent appelé Outlaw country sur la scène musicale. Struggle partage avec Yelawolf une culture musicale commune, qui s'est concrétisée une première fois sur son premier album sorti en 2011 I Am Struggle, dans lequel le premier a invité le deuxième sur le morceau Outlaw Shit. Par la suite Jennings a été condamné à plusieurs années de prison, n'étant sorti qu'en 2015. 
En 2012, Yelawolf sort son EP Trunk Muzik Returns. Sur ce projet, différentes ambiances s'installent, avec des chansons comme Way Out, F.A.S.T. Ride, Hustle faisant la part belle à des instrumentales très « spatiales » héritées de l'amour de Wolf pour le groupe d'Atlanta OutKast, et des chansons beaucoup plus calmes et aux sonorités country, notamment sur Tennessee Love, dont Yelawolf affirmera qu'elle a été un point clé pour la création de Love Story (album) sorti en 2015[réf. nécessaire].
Entre 2012 et 2015, le changement s'est opéré progressivement, pour ne pas heurter la base de fan fidèle au style hip-hop du rappeur.[réf. nécessaire] Il y a d'abord eu en 2012 Psycho White, EP réalisé en collaboration avec Travis Barker, batteur du groupe Blink-182. Sur ce projet court en cinq titres, les deux artistes collaborent sur des chansons telles que Push Em, à la rythmique ultra rapide due à la vitesse du flow de Wolf, et la vitesse de la batterie de Barker. Pendant les concerts de Yelawolf, cette chanson est généralement signe de mouvements de foules violents dans la fosse[réf. nécessaire], héritées des pogos ou wall of death des amateurs de metal. Yelawolf cite à ce propos souvent Metallica comme l'un de ses groupes favoris.
Suivra en 2013 Black Fall, EP de 5 titres produit conjointement avec DJ Paul, membre fondateur du groupe rap de Memphis Three 6 Mafia. Il marque le début de la collaboration entre les deux hommes. Cet EP est sorti le 31 octobre 2013, date d'Halloween. Paul a produit des instrumentales sombres, dans le pur style sur lequel il a basé son succès en groupe et en solo, en y ajoutant de samples de classiques du répertoire rock/metal, que ce soit Comfortably Numb des Pink Floyd sur Mastermind ou encore For Whom The Bells Tolls et ses riffs de guitare sur Bowties. La même année Wolf est apparu sur le morceau Go Hard  sur l'album 6ix Commandment du groupe Da Mafia 6ix, créé par Paul.
Dans le même temps, il laisse apparaître des changements progressifs dans son style vestimentaire, délaissant les baskets et pantalons larges pour des santiags et des chemises cintrées, en même temps qu'il commence à se montrer de plus en plus conduisant des Harley-Davidson sur les réseaux sociaux, montrant ainsi son appartenance à la communauté des bikers et aux valeurs de liberté qui s'y rattachent[réf. nécessaire].
Il sort à partir de 2014 une série de freestyles sur des instrumentales de Pink Floyd, Led Zeppelin, Jimi Hendrix, annonçant la sortie future de son prochain album. Ceux ci rencontrent un réel succès, appuyé par le fait que Wolf lui-même proposait aux fans de lui soumettre des instrumentales de classiques du rock sur lesquelles rapper[réf. nécessaire].

### Love Story
Love Story, marque peut-être le tournant de la carrière de Yelawolf[réf. nécessaire]. Sur des productions réalisées avec des véritables instruments de musique, notamment assurés par ses amis le guitariste Bones Owens, et Klever au mixage et aux percussions, il rajoute des rythmiques hip-hop et son flow, démontrant par là même qu'il se considère toujours avant tout comme un rappeur. Ses textes demeurent introspectifs, notamment à propos de la vie dans le Sud des États-Unis, son addiction à l'alcool, sa passion pour les Chevrolet ou encore sa fierté d'être issu de ceux qu'on appelle communément White Trash aux États-Unis, c'est-à-dire la population blanche issue des quartiers pauvres, particulièrement des trailers park, ces terrains sur lesquels sont stationnés des camping-cars ou des mobiles-homes[réf. nécessaire].
Yelawolf n'a jamais eu de problème à être considéré comme tel, se faisant d'ailleurs tatouer le mot redneck sur son cou. Il évoque cependant la difficulté qu'ont ceux-ci à s'insérer dans la société, au même titre que les Afro-Américains. Concernant sa carrière musicale il explique : « Je suis un rappeur blanc. J'ai grandi en Alabama. J'étais le premier sur la scène hip-hop à avoir cette dégaine et à raconter les merdes que je racontais. Personne ne voulait entendre un gars de la campagne parler de la merde dont je parlais, avec mes tattoos et ma mohawk. Tu dois avoir la peau dure pour faire ce que j'ai fait. ».

## Sous-culture
Rassemblés autour de Yelawolf et des artistes de son label, d'autres revendiquent leur appartenance au mouvement Slumerican. Son ami Jelly Roll par exemple. Jelly, de son vrai nom Jason DeFord, est un rappeur de Nashville ayant acquis une notoriété au niveau national grâce à ses collaborations avec le rappeur Lil Wyte (signé sur le label Hypnotize Minds créé par DJ Paul) et de nombreux projets ayant remporté un franc succès.[réf. nécessaire] Il est aussi un ami d'enfance de Struggle Jennings. On peut également citer le pianiste Peter Keys, membre du groupe de rock sudiste Lynyrd Skynyrd, Rittz, rappeur signé sur le label Strange Music Inc. du rappeur Tech N9ne et ami de longue date de Wolf.
Yelawolf organise depuis 2015 un festival annuel à Nashville, où il vit, appelé SlumFest, réunissant ses amis artistes sur plusieurs jours et dates de concerts entrecoupées de rides en Harley, réunissant ses fans issus des différentes communautés qu'il rassemble.
La création d'un drapeau propre est aussi un point fort de cette sous-culture. Constitué de 11 étoiles entourées de 4 éclairs tournés vers l'intérieur, il en est la bannière et le signe distinctif, et est apparent lors de chaque concert. La symbolique du drapeau est une manière pour ceux qui se sentiraient mis à l'écart de réaliser que leurs problèmes sont ceux de beaucoup sont pointés du doigt les inégalités et le retard social flagrant aux États-Unis, ainsi que l'isolement de certaines communautés dans la société américaine.[réf. nécessaire] Le drapeau est donc signe de ralliement derrière d'autres valeurs que celles traditionnelles, notamment sur l'aspect religieux, du pays. 
Yelawolf a aussi commencé à créer des objets sérigraphiés de sa marque, tels que des vêtements, flasques à alcool, des portefeuilles, du mobilier de salon, démontrant que cet état d'esprit ne se cantonne pas à une sensibilité musicale, ni même une façon de s'habiller.

## Artistes
- Yelawolf
- Bubba Sparxxx
- Struggle Jennings
- DJ Paul
- CookUpBoss

### Artistes affiliés
- Jelly Roll
- Rittz
- Peter Keys
- Travis Barker
- Lil Wyte
- Bones Owens
- DJ Klever
- HillBilly Casino
- Big Henry
- Shawty Fatt